# Vineland (Nueva Jersey)
Vineland es una ciudad ubicada en el condado de Cumberland en el estado estadounidense de Nueva Jersey. En el año 2010 tenía una población de 60 724 habitantes y una densidad poblacional de 339,81 personas por km².

## Geografía
Vineland se encuentra ubicado en las coordenadas 39°28′49″N 75°00′50″O / 39.48028, -75.01389.

## Demografía
Según la Oficina del Censo en 2000 los ingresos medios por hogar en la localidad eran de $40 076 y los ingresos medios por familia eran $47 909. Los hombres tenían unos ingresos medios de $35 195 frente a los $25 518 para las mujeres. La renta per cápita para la localidad era de $18 797. Alrededor del 13,8% de la población estaba por debajo del umbral de pobreza.